# War Paint (musical)
War Paint és un musical amb llibret de Doug Wright, música de Scott Frankel i lletres de Michael Korie, basat tant en el llibre War Paint de 2004 de Lindy Woodhead com en el documental del 2007 The Powder & the Glory d'Ann Carol Grossman i Arnie Reisman. El musical se centra en la vida i la rivalitat entre les dones empresàries del segle XX Elizabeth Arden i Helena Rubinstein.

## Rerefons
El musical relata la rivalitat entre dues dones importants de la indústria cosmètica, Elizabeth Arden i Helena Rubinstein, des de la dècada del 1930 fins a la de 1960. Elizabeth Arden era filla d'un pagès canadenc i va presentar els seus productes com a emblemes d'una vida de confort de classe superior. Helena Rubinstein, polonesa, "destacava la ciència", prometent una "mirada exòtica". Aquest era el "codi per a jueus" segons Scott Frankel.
Doug Wright va assenyalar: «Juntes, no només van forjar una indústria, sinó una forma de vida... Van trencar absolutament els sostres de vidre com les dones de la indústria». Frankel, explicant l'estil musical, va dir: «Sóc un enorme aficionat a la música dels anys trenta, quaranta, cinquanta i seixanta i, sense fer-ne un pastiche, em vaig submergir el cervell en els fluids d'aquells períodes per veure què s'absorbia de manera natural.»

## Produccions
El 12 de novembre de 2015, el Goodman Theatre de Chicago va anunciar que acolliria de l'estrena mundial de War Paint que, sota la direcció de Michael Greif, va fer prèvies des del 28 de juny de 2016 abans de l'estada oficial del 18 de juliol al 21 d'agost de 2016. La producció era protagonitzada per Patti LuPone com Rubinstein i Christine Ebersole com Arden, amb John Dossett com Tommy Lewis, el marit d'Arden i Douglas Sills, com Harry Fleming, confident de Rubinstein. El musical tenia disseny escènic de David Korins, disseny de vestuari de Catherine Zuber, disseny d'il·luminació de Kenneth Posner, disseny de so de Brian Ronan, orquestracions de Bruce Coughlin i coreografia de Christopher Gattelli.
El 13 d'octubre de 2016 es va anunciar que War Paint es produiria a Broadway, al Nederlander Theatre en prèvies des del 7 de març de 2017 i estrenant-se oficialment el 6 d'abril. El repartiment destacat incloïa Dossett i Sills, repetint els seus papers de la producció de Chicago.Després d'una bona venta d'entrades durant les primeres setmanes de funcions, War Paint no va mantenir l'interès del públic durant l'estiu i a mitjans de setembre es va publicar la data de tancament: el tancament del musical es traslladaria fins al 5 de novembre de 2017 per adaptar-se a la necessitat de LuPone per sotmetre's a cirurgia de reemplaçament de maluc. Incloent les prèvies, War Paint va fer-se a Broadway durant 269 funcions.
La producció de Broadway va rebre 4 nominacions al Premi Tony. Tant Christine Ebersole com Patti LuPone van ser nominades a la millor actriu en un musical, David Korins al millor disseny escènic d'un musical i Catherine Zuber al millor disseny de vestuari d'un musical.

## Resposta de la crítica
En la seva revisió de la producció de Chicago, Peter Marks q The Washington Post va elogiar a LuPone i Ebersole i la partitura: «LuPone i Ebersole emboliquen les seves veus prodigioses al voltant d'una partitura de Scott Frankel i Michael Korie que sona amb la mena de notes bruscament iguals que coincideixen. la chutzpah de les ambicions dels seus personatges ... En el crepuscle és on tant les representacions de LuPone com Ebersole guanyen la seva imprescindibilitat en el jo ...» i la línia de la història: «War Paint transmet amb una enorme autoritat com devia ser com per a les dues dones. han assumit el paper tradicionalment masculí de dirigir una empresa important ... »
La producció de Broadway de War Paint generalment va rebre el que es consideraven crítiques mixtes amb crítics aparentment unànimes en elogi de les estrelles LuPone i Ebersole, però generalment menys entusiastes per la producció general, segons va plantejar el crític de HuffPost Christian Lewis: «War Paint certament no és un ... musical revolucionari (o fins i tot un molt ben escrit o concebut) musical, però, tot i que l'espectacle en si mateix i el repartiment en general pot ser descarat i defectuós [les seves dues] principals dones mereixen sens dubte elogi [:] Lupone [és] hilàriament campy i intensa [;] Ebersole, ... seriosa i apassionada ... En realitat War Paint és un concert glorificat per a Ebersole i LuPone ... [les magnífiques actuacions ... són absolutament imprescindibles ... [tot i que] aquestes centrals vocals no poden ... completament [bescanviar] aquest musical defectuós amb les seves lletres dolentes, la posada en escena i el repartiment completament descarat.»

## Argument

### Acte I
El 1935 a Manhattan, diverses dones de la societat es preocupen dels ideals de bellesa que se'ls va imposar per una cultura imperdonable ("Best Face Forward"). Una porta vermella les porta al saló de Elizabeth Arden, on són rebudes per les Arden Girls i després per la mateixa Elizabeth Arden ("Behind the Red Door"). El marit d'Elizabeth, Tommy, li informa que Helena Rubinstein té previst rellançar la seva empresa a Amèrica. Mentrestant, Helena arriba a Manhattan amb el seu director de màrqueting Harry Fleming i li diu que, tot i que mai no ha conegut Elizabeth en persona, encara planeja desfer-la ("Back on Top").
Quan Helena extrema la seva última crema facial, una Elizabeth desconcertada li assegura a Tommy que els seus icònics embalatges roses sempre podran amb la pseudociència. Harry insta Helena a comercialitzar la seva crema com a dos productes separats: un de dia i un de nit. Helena hi accepta, fent que les seves vendes superin les d'Elizabeth. Tommy insta Elizabeth a donar-li una promoció, però es mostra refractària a fer-ho perquè creu que la farà que sembli feble ("My Secret Weapon").
Una nit, mentre sopa al St. Regis Hotel, Elizabeth sent Helena i Harry parlant en un banquet contigu. S'assabenta que Helena anhela la inclusió i que Harry se sent infravalorat ("My American Moment"). Quan Harry s'atansa després que Helena l'esmenti què sap sobre els seus intents de nit, Elizabeth li dona la seva targeta i el convida a una entrevista de treball.
Poc després, Harry es reuneix amb Elizabeth i insisteix a treballar com a vicepresident de vendes. Malgrat les seves reticències inicials, Elizabeth accepta les exigències de Harry després que Tommy els aprofiti. En Harry li explica a Helena la seva nova feina i arriba a la ciutat amb un mariner errant, mentre Tommy gaudeix d'una nit amb diverses de les nenes d'Arden. Quan Elizabeth l'agafa a la sala de vapor amb una de les nenes, ella l'acomiada de forma immediata i li exigeix un divorci ("Step on Out"). Les dues dones es pregunten quina seria la seva vida si haguessin nascut homes ("If I'd been a Man").
Mentre rep la visita del venedor de vernissos d'ungles Charles Revson i el seu model de mà Dorian Leigh, Elizabeth s'intriga amb Dorian en veure vestigis del seu anterior jo en el moment ("Better Yourself"). Mentrestant, després d'haver estat abordada per Tommy sobre una feina, Helena suggereix que treballin junts per destruir la reputació d'Elizabeth, dient-li a la FDA que la seva crema de pell es dobla com a salve de cavalls ("Oh, That's Rich").
El 1939, Washington, DC, Elizabeth es presenta a una audiència del Comitè del Senat i ofereix una àmplia defensa al president del comitè, el senador Royal Copeland. Completament conscient que Tommy la va vendre deliberadament, Elizabeth informa Helena i l'obliga a testificar davant el comitè. Tot i així, després del testimoni d'Helena, Copeland escorça les dues dones i afirma que els seus esforços per minar-se l'una a l'altra només van resultar incriminades. Les dues només es pregunten com seria si es coneguessin ("Face to Face").

### Acte II
Mentre les senyores de la societat de tot Manhattan llegeixen les etiquetes obligatòries dels productes Arden i Rubinstein ("Inside of the Jar"), les dues dones descobreixen que la guerra ha esclatat a Europa. Helena decideix millorar els esperits de les dones dedicades a l'esforç de guerra amb una nova línia mentre Elizabeth s'assabenta que el War Office està racionant seda i niló i es jura de fer la seva part inventant productes sense ells ("Necessity Is the Mother of Invention").
Durant els anys de la postguerra, ambdues dones prosperen econòmicament i obren salons als barris de moda a tot Amèrica ("Best Face Forward [Reprise]"). Un dia, Helena sopa al St. Regis quan s'assabenta que va perdre l'oferta en un àtic de Park Avenue perquè el seu Consell d'Administració la troba massa jueva. Ella escolta que Elizabeth va ser rebutjada pel club d'elit Mayfair, perquè la troben massa nova rica i la seva guarnició sobre el seu rival amb un gust molt necessari del seu propi prejudici ("Now You Know").
Als anys 50, Tommy i Harry insten els seus respectius empresaris a actualitzar les seves campanyes publicitàries. Quan el president de la CBS, Bill Paley, els ofereix el patrocini del nou programa de jocs "La pregunta de 64.000 dòlars", ambdues dones es neguen ("No Thank You"). Durant l'estrena del programa, els sorprèn de saber que el patrocinador és la recent constituïda companyia Revlon de Charles Revson, que presenta a Dorian Leigh en una campanya publicitària que celebra la crida sexual ("Fire and Ice").
Després de l'estrena, Helena acomiada a Tommy per no haver alertat sobre el perill que planteja ara Revlon mentre Elizabeth acomiada Harry quan s'atreveix a dir-li "T'ho vaig dir". Els dos homes es posen de manifest en un bar, plenament conscients que les seves antigues caps estan cavant les seves pròpies fosses al no mantenir-se al dia amb els temps ("Dinosaure").
Uns quants anys després, el Consell d'Administració d'Elisabeth la pressiona perquè nomeni un successor, la qual cosa la fa pressupostar sobre com s'ha modificat tot el seu resum amb el seu color patentat ("Pink"). Mentrestant, Helena pressiona els seus advocats per estalviar impostos donant la seva gran col·lecció de retrats. Ella es nega, insistint que, a diferència de les cremes que va passar tota la vida lluitant, les pintures són el que preserva la seva immortalitat ("Forever Beautiful").
En una gala organitzada per l'Associació Americana de Dones el 1964, les dues dones es troben cara a cara després de ser convidades accidentalment a lliurar la direcció en clau. Les dues discuteixen fins que Helena s'adona que Elizabeth porta una ombra del pintallavis. Ambdues acaben per adonar-se que tenien un objectiu compartit que superava la seva amarga rivalitat ("Beauty in the World"). A mesura que es dirigeixen a l'escenari, el seu manipulador Tulip agraeix a les antigues magnats dels cosmètics "tot el que heu fet per a les dones". Al sentir-ho, totes dues dones es fan una pausa i es pregunten qui defensarà la bellesa en un món constant (“Finale”).

## Números musicals
| Acte I - "A Woman's Face" – Helena Rubinstein, Elizabeth Arden, Society Doyenne, Grand Dame, Heiress & Countess - "Behind the Red Door" – Arden Girls, Society Doyenne, Grand Dame, Heiress, Countess & Elizabeth - "Back on Top" – Helena & Beauty Technicians - "Hope in a Jar" – Harry Fleming, Helena, Society Doyenne, Grand Dame, Heiress, Countess, Elizabeth, Tommy Lewis, Arden Girls & Bergdorf Goodman Customers - "A Working Marriage" – Elizabeth & Tommy - "My American Moment" – Helena & Elizabeth - "Step on Out" – Arden Girls, Miss Beam, Tommy & Harry - "If I'd Been a Man" – Elizabeth & Helena - "Better Yourself" – Elizabeth - "Oh, That's Rich" – Tommy, Helena, Harry & Elizabeth - "Face to Face" – Helena & Elizabeth | Acte II - "War Paint" – Helena, Elizabeth, Women Factory Workers, Eleanor Roosevelt, WACs & Flagbearers - "A Woman's Face (Reprise)" – Countess, Society Doyenne, Heiress, Grand Dame, Young Mother & Other Branch Salon Clients - "Now You Know" – Helena - "No Thank You" – Harry, Elizabeth, Tommy, Helena & William S. Paley - "Fire and Ice" - Charles Revson, Dorian Leigh, Mirror Girls, Helena, Elizabeth, Harry & Tommy - "Face to Face (Reprise)" – Helena & Elizabeth - "Dinosaurs" – Tommy & Harry - "Pink" – Elizabeth - "Forever Beautiful" – Helena - "Beauty in the World" – Helena & Elizabeth - "A Woman's Face (Reprise)" – Company |

| Acte I - "Best Face Forward" – Countess, Grand Dame, Heiress, Society Doyenne & Ensemble - "Behind the Red Door" – Arden Girls, Countess, Grand Dame, Heiress, Society Doyenne, & Elizabeth Arden - "Back on Top" – Helena Rubinstein & Beauty Technicians - "My Secret Weapon" – Helena, Harry Fleming, Elizabeth, Tommy Lewis, Society Doyenne, Grand Dame, Heiress, Countess & Arden Girls - "My American Moment" – Helena & Elizabeth - "Step on Out" – Arden Girls, Miss Beam, Tommy & Harry - "If I'd Been a Man" – Elizabeth & Helena - "Better Yourself" – Elizabeth - "Oh, That's Rich" – Tommy, Helena, Elizabeth & Harry - "Face to Face" – Helena & Elizabeth | Acte II - "Inside of the Jar" – Countess, Grand Dame, Heiress, Society Doyenne, Shoppers & Salesgirls - "Necessity is the Mother of Invention" – Elizabeth, Helena, Women Machinists, WACs, Tommy, Harry & Soldiers - "Best Face Forward (Reprise)" - Countess, Society Doyenne, Grand Dame, Heiress & Branch Salon Clients - "Now You Know" – Helena - "No Thank You" – Harry, Elizabeth, Tommy, Helena & William S. Paley - "Fire and Ice" - Charles Revson, Dorian Leigh & Mirror Girls - "Dinosaurs" – Tommy & Harry - "Pink" – Elizabeth - "Forever Beautiful" – Helena - "Beauty in the World" – Helena & Elizabeth |

## Repartiment
Source: Internet Broadway Database
| Character                                           | Chicago (2016)       | Broadway (2017)    |
| --------------------------------------------------- | -------------------- | ------------------ |
| Helena Rubinstein                                   | Patti LuPone         | Patti LuPone       |
| Elizabeth Arden                                     | Christine Ebersole   | Christine Ebersole |
| Tommy Lewis                                         | John Dossett         | John Dossett       |
| Harry Fleming                                       | Douglas Sills        | Douglas Sills      |
| The Society Doyenne and others                      | Mary Ernster         | Mary Ernster       |
| Senator Royal Copeland, William S. Paley and others | David Girolmo        | David Girolmo      |
| The Countess i altres                               | Joanna Glushak       | Joanna Glushak     |
| Mr. Simms i altres                                  | Chris Hoch           | Chris Hoch         |
| Miss Beam i altres                                  | Mary Claire King     | Mary Claire King   |
| Dorian Leigh and others                             | Steffanie Leigh      | Steffanie Leigh    |
| Charles Revson i altres                             | Erik Liberman        | Erik Liberman      |
| The Grand Dame i altres                             | Barbara Marineau     | Barbara Marineau   |
| Beauty Technician i altres                          | Stephanie Jae Park   | Stephanie Jae Park |
| Miss Smythe i altres                                | Angel Reda           | Angel Reda         |
| Miss Teale i altres                                 | Leslie Donna Flesner | Jennifer Rias      |

### Premis i nominacions
| Any  | Premi                      | Categoria                                                            | nominat                                                              | Resultat   |
| ---- | -------------------------- | -------------------------------------------------------------------- | -------------------------------------------------------------------- | ---------- |
| 2017 | Premis Tony                | Millor actriu protagonista de musical                                | Christine Ebersole                                                   | nominada   |
| 2017 | Premis Tony                | Millor actriu protagonista de musical                                | Patti LuPone                                                         | nominada   |
| 2017 | Premis Tony                | Millor escenografia                                                  | David Korins                                                         | nominat    |
| 2017 | Premis Tony                | Millor vestuari                                                      | Catherine Zuber                                                      | nominada   |
| 2017 | Premis Drama Desk          | Actriu més destacada en un musical                                   | Christine Ebersole                                                   | nominada   |
| 2017 | Premis Drama Desk          | Actriu més destacada en un musical                                   | Patti LuPone                                                         | nominada   |
| 2017 | Premis Drama Desk          | Lletres més destacades                                               | Michael Korie                                                        | nominat    |
| 2017 | Premis Drama Desk          | Orquestracions més destacades                                        | Bruce Coughlin                                                       | nominat    |
| 2017 | Premis Drama Desk          | Vestuari més destacat                                                | Catherine Zuber                                                      | GUANYADORA |
| 2017 | Premis Drama Desk          | Disseny de so més destacat                                           | Brian Ronan                                                          | nominat    |
| 2017 | Premis Drama Desk          | Perruqueria més destacada                                            | David Brian Brown                                                    | GUANYADOR  |
| 2017 | Premi Drama League         | Producció més destacada d'un musical de Broadway o de l'Off-Broadway | Producció més destacada d'un musical de Broadway o de l'Off-Broadway | nominat    |
| 2017 | Premi Outer Critics Circle | Actriu més destacada en un musical                                   | Christine Ebersole                                                   | nominada   |
| 2017 | Premi Outer Critics Circle | Actriu més destacada en un musical                                   | Patti LuPone                                                         | nominada   |
| 2017 | Premi Outer Critics Circle | Disseny de vestuari més destacat                                     | Catherine Zuber                                                      | GUANYADORA |
| 2017 | Premi Outer Critics Circle | Disseny d'il·luminació més destacat                                  | Kenneth Posner                                                       | nominat    |